# ووتون، کبک
ووتون (به فرانسوی: Wotton) شهری در منطقه شهری له سورس ناحیه استری در استان کبک کانادا است. در سرشماری سال ۲۰۱۱ این شهر ۱٬۵۰۹ نفر جمعیت داشته‌است و مساحت آن ۱۴۲٫۴۱ کیلومتر مربع است.